# Álmos
Álmos ist ein männlicher Vorname.

## Herkunft und Bedeutung
Es ist ein altungarischer Name turkischen Ursprungs. Der erste bekannte Träger des Namens war Álmos, der Vater von Árpád, Großfürst der Magyaren, Gründer der Árpádendynastie. Der Name bedeutet der Genommene, andere Quellen sagen der Nehmer. Außer „nehmen“, bedeutet al- u. a. auch „zunehmen; wachsen, reifen (auch bei der Kreuzung der Obstbäume verwendet)“, woraus die Obstnamen alma, albalï, alïça, u. ä. und der altturkische Kriegertitel Alp „hart, gewachsen, reif“ entstanden sind (dieses Wort ist identisch mit dem Lateinischen al- „ernähren; Nahrung“ wie in Alma Mater). Manche Forscher behaupten, der Name hätte seinen Ursprung im ungarischen álom (Traum). Die Tatsache, dass die Herkunftssage der Árpáden eigentlich der Traum von Emese ist, scheint diese Theorie zu bestätigen. Traditionell galt der Traum in den Sagen als Orakel für die Entstehung einer Herrschaftsdynastie oder den Beginn eines bedeutenden historischen Ereignisses in den Nomadenkulturen. Alternative Theorien suchen die Bedeutung des Namens in einer Nebenbedeutung des lateinischen almus, das heißt heilig.

## Namenstag
In Ungarn feiert man den Namenstag von Álmos am 1. Januar, bzw. am 20. Februar.

## Varianten
- Almos

## Bekannte Namensträger
- Álmos, (* ca. 820; † 895/896) der erste Großfürst der heidnischen Magyaren, Gründer der Árpádendynastie, Vater von Árpád.
- Álmos, (* ca. 1075; † 1127) der geblendete Prinz der Árpádendynastie, der kleine Bruder von König Koloman, Vater von König Béla II.
- Álmos Jaschik (* 5. Januar 1885; † 12. September 1950), Graphiker, Kulissengestalter